# Sukcinylkoenzym A

Vzorec (skupina koenzymu A není rozepsána)

Rozepsaný koenzym A; na síru vlevo by v případě sukcinylkoenzymu A byl navázán sukcinát

Sukcinylkoenzym A (sukcinyl CoA) je sukcinát navázaný na koenzym A. Jedná se o jeden z článků citrátového cyklu. Je to makroergická sloučenina která vzniká z α-ketoglutarátu oxidační dekarboxylací za katalýzy oxoglutarátdehydrogenázou. Následné rozštěpení na sukcinát a koenzym A (další krok cyklu, katalyzováno sukcinyl-CoA-syntetázou) způsobí vznik GTP z GDP a anorganického fosfátu. To je vlastně jedna z forem substrátové fosforylace, z GTP totiž může být třetí fosfát přenesen na ADP za vzniku ATP.
Na sukcinylkoenzym A se může v rámci metabolismu aminokyselin odbourávat methionin, isoleucin a valin. U přežvýkavců se na sukcinylkoenzym A mění také jejich hlavní metabolický produkt trávení, propionát. Reakcí s glycinem vzniká δ-aminolevulová kyselina, výchozí látka pro syntézu porfinů.